# Sede Nacional da Polícia de Israel

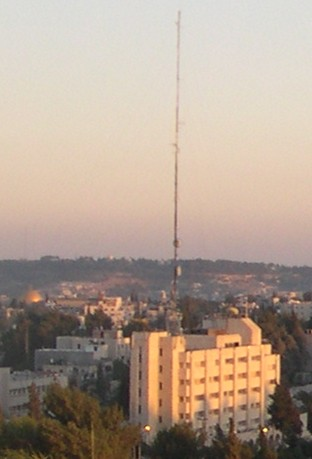
Edifício sede da Polícia de Israel

A Sede Nacional da Polícia de Israel (בניין המטה הארצי של משטרת ישראל) é a base e comando da polícia de Israel, sendo responsável por todo o controle da segurança civil da nação.
Durante os primeiros anos de existência do Estado de Israel, a sede da Polícia Nacional situava-se em Tel Aviv. Como a organização dobrou seu contingente a necessidade de um edifício novo tornou-se aparente, para acomodar esse aumento do corpo policial. Após a Guerra dos Seis Dias, na qual Israel capturou toda Jerusalém, um novo local foi escolhido em Jerusalém Oriental apara acomodar a nova sede, entre o Monte Scopus e a parte ocidental da cidade. O edifício planejado para ser sede havia abrigado um hospital durante o período de ocupação da Jordânia. O edifício foi redesenhado pelo arquiteto Dan Eytan e inaugurado em 1973. O prédio do Ministério da Segurança Pública mais tarde foi construído ao lado da sede da polícia.